# Caradrina pseudovicina
Caradrina pseudovicina là một loài bướm đêm trong họ Noctuidae.